# UTC+8:45
UTC +8:45 — часова зона, яка використовується у південно-східній частині штату Західна Австралія. Це неофіційна часова зона, яка використовується придорожніми закусочними у деяких містах, зокрема, Юкла, Кейгуна та ін.). Такий вибір часової зони був зумовлений різницею в часі між двома сусідніми штатами — Західна Австралія та Південна Австралія, що становить півтори години. Тому у згаданих містах вирішили таким чином «згладити» цю різницю. Тож у зимовий період тут живуть на 45 хвилин позаду Південної Австралії та на 45 хвилин попереду — Західної.

## Використання

### Постійно протягом року
- Австралія (Центрально-Західний час)

## Історія використання
Більше ніде не використовувався